# Старе Ахматово
Старе Ахматово (рос. Старое Ахматово) — село в Большеболдинському районі Нижньогородської області Російської Федерації.
Населення становить 345 осіб. Входить до складу муніципального утворення Молчановська сільрада.

## Історія
Від 2009 року входить до складу муніципального утворення Молчановська сільрада.

## Населення
| 1999 | 2002 | 2010 |
| ---- | ---- | ---- |
| 366  | ↗382 | ↘345 |